# Elecciones generales de las Islas Feroe de 1910
Las Elecciones generales de las Islas Feroe de 1910 tuvieron lugar en el norte de las Islas Feroe el 12 de febrero de 1910. El Partido Unionista se mantuvo como el partido mayoritario en el Løgting, con 13 de los 20 escaños.

## Resultados
| Partido                   | Votos | %     | Escaños | +/–   |
| ------------------------- | ----- | ----- | ------- | ----- |
| Partido Unionista         | 861   | 72,29 | 13      | 0     |
| Partido del Autogobierno  | 289   | 24,47 | 7       | 0     |
| Independientes            | 41    | 3,44  | 0       | Nuevo |
| Total                     | 1 191 | 100   | 20      | 0     |
| Fuente: Election Passport |       |       |         |       |